# Batuszijja
Batuszijja (arab. بطوشية) – wieś w Syrii, w muhafazie Aleppo. W 2004 roku liczyła 108 mieszkańców.